# ATP Challenger Tour
ATP Challenger Tour (do roku 2008 ATP Challenger Series) – cykl 160 turniejów w męskim tenisie ziemnym, rozgrywanych na całym świecie, organizowanych przez ATP. Są to turnieje, przewyższające punktacją i wynagrodzeniem rozgrywki rangi Futures, a ustępujące turniejom ATP Tour.
W challengerach nie mogą startować tenisiści zajmujący miejsca w pierwszej 10. rankingu ATP. Zawodnicy, którzy zajmują w tym rankingu miejsca od 11. do 50, aby zagrać w turnieju tej rangi muszą uzyskać specjalną zgodę ATP na start oraz dostać od jego organizatorów tzw. dziką kartę.

## Punkty rankingowe i pula nagród
W 2019 władze ATP zreorganizowały system ATP Challenger Tour. Wszystkie turnieje składają się z drabinki singlowej dla 48 tenisistów i 16 par deblowych oraz zostały wprowadzone skrócone eliminacje. Wyjątkiem jest kategoria ATP Challenger Tour 50, która posiada drabinkę główną dla 32 zawodników i eliminacyjną dla 24 tenisistów. Dodatkowo zawody rozgrywane są łącznie z kwalifikacjami od poniedziałku do niedzieli, a wszyscy zakwalifikowani zawodnicy mają zapewniony nocleg i fachową opiekę medyczną. Wzrosły nagrody pieniężne, tak że każdy z uczestników otrzymuje premię finansową za sam udział w turnieju, a zawody z najwyższą pulą nagród wynoszą 162 480 $.
Poszczególne challengery są podzielone na sześć kategorii: ATP Challenger 50, 80, 90, 100, 110 i 125. Każda z liczb przy danej kategorii oznacza liczbę punktów zdobytych przez zwycięzcę zawodów.

### Punktacja (singiel)
| Turniej                 | W   | F  | SF | QF | R16 | R32 | R48 |
| ----------------------- | --- | -- | -- | -- | --- | --- | --- |
| ATP Challenger Tour 125 | 125 | 75 | 45 | 25 | 10  | 5   | 0   |
| ATP Challenger Tour 110 | 110 | 65 | 40 | 20 | 9   | 5   | 0   |
| ATP Challenger Tour 100 | 100 | 60 | 35 | 18 | 8   | 5   | 0   |
| ATP Challenger Tour 90  | 90  | 55 | 33 | 17 | 8   | 5   | 0   |
| ATP Challenger Tour 80  | 80  | 48 | 29 | 15 | 7   | 3   | 0   |
| ATP Challenger Tour 50  | 50  | 30 | 15 | 7  | 4   | 0   | –   |

### Punktacja (debel)
| Turniej                 | W   | F  | SF | QF | R16 |
| ----------------------- | --- | -- | -- | -- | --- |
| ATP Challenger Tour 125 | 125 | 75 | 45 | 25 | 0   |
| ATP Challenger Tour 110 | 110 | 65 | 40 | 20 | 0   |
| ATP Challenger Tour 100 | 100 | 60 | 35 | 18 | 0   |
| ATP Challenger Tour 90  | 90  | 55 | 33 | 17 | 0   |
| ATP Challenger Tour 80  | 80  | 48 | 29 | 15 | 0   |
| ATP Challenger Tour 50  | 50  | 30 | 15 | 7  | 0   |